# Ellemeet
Ellemeet (51° 44′ N, 3° 49′ L) é uma cidade dos Países Baixos, na província de Zelândia. Ellemeet pertence ao município de Schouwen-Duiveland, e está situada a 26 km, a oeste de Hellevoetsluis.
Em 2001, a cidade de Ellemeet tinha 180 habitantes. A área urbana da cidade é de 0.058 km², e tem 93 residências.
A área de Ellemeet, que também inclui as partes periféricas da cidade, bem como a zona rural circundante, tem uma população estimada em 350 habitantes.